# 朴秀逸
朴 秀逸（朴寿日、パク・スイル、朝鮮語: 박수일）は、朝鮮民主主義人民共和国の軍人、政治家。朝鮮人民軍における軍事称号（階級）は大将。朝鮮労働党中央委員会委員・政治局員、最高人民会議法制委員会委員長。
朝鮮人民軍第1副総参謀長兼作戦総局長、第1軍団長、社会安全相、朝鮮人民軍総参謀長などを歴任した。

## 経歴
出生地や生年月日は不明。2004年4月に朝鮮人民軍少将に昇進し、時期は不明であるが第8軍団長に任命された。2014年3月9日に実施された最高人民会議第13期代議員選挙で代議員に選出され、2015年11月7日に李乙雪元帥が死去すると、国家葬儀委員会委員に選ばれた。
2016年5月9日に開催された朝鮮労働党第7次大会で朝鮮労働党中央委員会委員に選出され、2018年5月に上将に昇進し、朝鮮人民軍第1副総参謀長兼作戦総局長に任命された。2019年3月10日に実施された最高人民会議第14期代議員選挙で代議員に再選された。
2020年10月10日に開催された朝鮮労働党創建75周年を記念する軍事パレードで、第1軍団長としてパレードに参加したこととから朝鮮人民軍第1副総参謀長兼作戦総局長を解任されていたことが判明した。
2022年6月11日、朝鮮労働党中央委員会第8期第5回総会で党中央軍事委員会が提起した調節配置案を承認したことに従って社会安全相に任命された。同年9月8日に開催された最高人民会議第14期第7回会議第2日会議で最高人民会議法制委員会委員長に任命された。
2023年1月1日に朝鮮労働党中央委員会第8期第6回総会の公報が発表され、その中で総参謀長に就任したことが明らかとなった。党政治局員にも昇格した。
2023年8月9日の朝鮮労働党中央軍事委員会第8期第7回拡大会議で総参謀長を解任された。

## 参考サイト
- 북한정보포털

| 先代李泰燮 | 朝鮮人民軍総参謀長2022年 - 2023年 | 次代李永吉 |

| 先代張正男 | 最高人民会議法制委員会委員長2022年 - | 次代現職 |

| 先代李泰燮 | 社会安全相2022年 | 次代李泰燮 |

| 先代李永吉 | 朝鮮人民軍第1副総参謀長兼作戦総局長2018年 - 2020年 | 次代方斗燮 |